# 雅致地星
雅致地星（學名：Geastrum elegans）是一種地星屬的不可食用真菌。

## 特徵描述
驟眼看似埋在土壤中的圓石，外層的包被分裂成6到8個，呈輻射狀，整齊地向後摺疊在內部孢子囊下方，將整個雅致地星從地面抬起。
通常成小群結果，偶爾排成一線或局部仙女環狀。因為顏色和形狀相似，它們很容易在散布著細小蒼白蝸牛殼的棲息地中被忽視。

## 外部連結
- 雅致地星在Index Fungorum中的資訊